# 남양호
남양호(南陽湖)는 경기도 화성군 우정면과 평택군 포승면 사이의 방조제 건설에 따라 조성된 인공호이다. 1974년 5월 21일 남양만 일원에 총 연장 2,064m의 남양방조제가 준공되면서 간척 농지가 조성된 지역으로 이 일대는 당시 '남양만간척지'로 불리었으며, 방조제 준공 이후 하천 하구에 조성된 남양호는 화성군의 새로운 관광 명소로 각광받았다. 남양호는 주변 지역 농업용수 공급은 물론, 연중 낚시꾼이 즐겨찾는 장소로 특히 겨울철에는 결빙 시 얼음낚시로 유명하다.

## 저수지 규모
- 유역면적 : 163,400ha
- 저수량 : 31,489천m3
- 관개면적 : 3,535ha

## 시설 제원
- 방조제 형식 : 석괴토사혼성제
- 방조제 : 길이 2,064m, 높이 35m